# Kate Grace
Kate Grace (Sacramento, California; 24 de octubre de 1988) es una atleta estadounidense, especialista en carreras de media distancia (800 y 1500 metros).

## Carrera
Grace fue campeona de varias ligas en el instituto Marlborough de Los Ángeles (California). Ganó los títulos de 800 metros de la División IV de la Sección Sur de la CIF en 2005, 2006 y 2007, y quedó tercera en 800 metros en los Campeonatos Estatales de Atletismo de la CIF en 2006. Estableció una marca personal en el instituto de 2:10,31 minutos en el Cerritos College en 2006.
En su último año de carrera, Grace ganó el título de la División IV de la Sección Sur de la CIF en 2006, y se clasificó para los Campeonatos Estatales de Campo a Través de la Federación Interescolar de California. Grace llevó a Marlborough a un título de Campeonato Estatal de Campo a Través de la CIF por equipos, y ganó el título de la División IV de Campo a Través del Estado de la CIF en 18:24 minutos.
Al asistir a la Universidad de Yale, Grace batió cuatro récords, ganó seis campeonatos Heps (uno de ellos como miembro de un equipo de relevos), y fue cuatro veces All-American de la División I de la NCAA de atletismo y cross. Se graduó en Yale en 2011 con una licenciatura en Estudios Medioambientales.
Grace se unió al New Jersey-New York Track Club en 2011, entrenando con Frank "Gags" Gagliano. En 2012, Grace firmó con Oiselle, una empresa de ropa de running con sede en Seattle. Grace fue la primera corredora contratada por Oiselle, que precedió a una lista completa de corredores profesionales, entre ellos Kara Goucher y Lauren Fleshman. Grace compitió en los 800 y 1500 metros en las pruebas olímpicas de 2012, pero quedó en el puesto 20.º en los 1500 y no se clasificó para la final.
Mientras trabajaba con Gagliano, Grace siguió mejorando sus tiempos en la pista y ganó el campeonato de la milla en ruta de Estados Unidos de 2013, su primer título nacional. Grace ganó el Campeonato de Estados Unidos de una milla en ruta de 2013 Gran Milla Azul. Quedó cuarta en los 800 metros en los Campeonatos de Atletismo al Aire Libre de Estados Unidos de 2013.
Grace se colocó en el undécimo puesto en los 1500 metros en los Campeonatos de Atletismo al Aire Libre de Estados Unidos de 2014 en Sacramento (California). Grace formó parte del equipo de Estados Unidos que estableció un récord americano y norteamericano en los Relevos Mundiales celebrados en Nasáu (Bahamas) en los relevos de 4 x 1500 metros, siendo segundas con 16:55,33 minutos. En 2014, Grace dejó Nueva Jersey y a Gagliano para irse a Bend, Oregón, donde empezó a entrenar con Lauren Fleshman.

En 2015, Grace luchó contra lesiones en el pie que la apartaron de la temporada de carreras. Se trasladó a Sacramento (California), en el mes de julio, para unirse al NorCal Distance Project. Grace corrió 4:06,75 en los 1500 metros en el New Balance Indoor Grand Prix 2016, un tiempo clasificatorio para el atletismo en los Juegos Olímpicos de Río de Janeiro 2016, donde llegaría a correr en los 800 metros en un tiempo de 1:59,57 minutos, siendo octava en la final. Grace fue segunda en la Milla Femenina Elite de New York Armory - New Balance Games 2016 tras liderar a su compañera de equipo Kim Conley durante 1500 metros.
Grace se situó quinta en 4:22,70 en la Milla de la Quinta Avenida de 2016. Grace mejoró su marca personal a 1:58,28 min. en la Weltklasse de Zúrich de la Liga de Diamante 2016 en un quinto puesto.
En enero de 2017, Grace se pasó a Nike como atleta patrocinada. Llevó la equipación de Nike por primera vez en competición durante el Invitational de la Universidad de Washington. Grace corrió una marca personal de 4:22.93 en la milla el 11 de febrero de 2017 en los Millrose Games. Grace quedó segunda en 1000 metros en 2:36.97 en el Gran Premio Indoor muller de Birmingham 2017 por detrás de Laura Muir. Grace ganó los 800 metros en 2:01.25 en el Portland Twilight 2017. Grace fue tercera en los 1500 metros en 4:16,62 en los Drake Relays de 2017 por detrás de Jennifer Simpson y Brenda Martínez. Grace fue séptima en los 1500 metros en 4:03.59 en Eugene en el Prefontaine Classic de 2017 el 27 de mayo. Grace fue segunda en un tiempo de 4:06.95 en la final de 1500 metros en los Campeonatos de Atletismo al Aire Libre de 2017. Cayó en las semifinales del Campeonato Mundial de Atletismo de Londres, donde fue undécima en su serie con un tiempo, en 1500 metros, de 4:16,70 minutos.
En septiembre de 2017, Grace se unió al entrenador Jerry Schumacher y al Bowerman Track Club.
En julio de 2019, Grace ganó el oro en el The Match Europe vs. USA de Minsk (Bielorrusia) en los 1500 metros, con un tiempo de 4:02,49 minutos. Con esta victoria, Grace anotó nueve puntos para ayudar al equipo estadounidense en el contador final.
Grace compitió en los Trials Olímpicos de Estados Unidos de 2021, pero no se clasificó para los Juegos Olímpicos de Tokio 2020, celebrados un año después por el retraso a consecuencia de la pandemia de coronavirus. Tras no acudir a la cita olímpica, participó en las entregas de la Liga de Diamante 2021, quedando segunda en la general de la competición en la Weltklasse de Zúrich, a la que llegó con buenas marcas y en la que consiguió un tiempo de 1:58,34 minutos.

## Vida personal
Grace es hija de la instructora de fitness y empresaria Kathy Smith.

## Resultados

### Por temporada
| Representando a Estados Unidos | Representando a Estados Unidos         | Representando a Estados Unidos | Representando a Estados Unidos | Representando a Estados Unidos | Representando a Estados Unidos |
| ------------------------------ | -------------------------------------- | ------------------------------ | ------------------------------ | ------------------------------ | ------------------------------ |
| Año                            | Competición                            | Lugar                          | Puesto                         | Modalidad                      | Marca                          |
| 2014                           | Relevos Mundiales                      | Nasáu                          | 2.ª                            | 4 x 1500 metros relevos        | 16:55,33 min.                  |
| 2016                           | Juegos Olímpicos                       | Río de Janeiro                 | 8.ª                            | 800 m                          | 1:59,57 min.                   |
| 2016                           | Liga de Diamante - Weltklasse          | Zúrich                         | 5.ª                            | 800 m                          | 1:58,28 min.                   |
| 2017                           | Campeonato Mundial de Atletismo        | Londres                        | 11.ª (SF1)                     | 1500 m                         | 4:16,70 min.                   |
| 2018                           | Liga de Diamante - Prefontaine Classic | Eugene                         | 11.ª                           | 1500 m                         | 4:07,10 min.                   |
| 2018                           | Campeonato Nacac                       | Toronto                        | 1.ª                            | 1500 m                         | 4:06,23 min.                   |
| 2018                           | Liga de Diamante - Müller Grand Prix   | Birmingham                     | 8.ª                            | 1500 m                         | 4:04,64 min.                   |
| 2019                           | Liga de Diamante - Müller Grand Prix   | Birmingham                     | 7.ª                            | 800 m                          | 2:03,19 min.                   |
| 2019                           | Liga de Diamante - Meeting de París    | París                          | 5.ª                            | 800 m                          | 1:59,33 min.                   |
| 2019                           | The Match Europe vs. USA               | Minsk                          | 1.ª                            | 1500 m                         | 4:02,29 min.                   |
| 2021                           | Liga de Diamante - Bislett Games       | Oslo                           | 1.ª                            | 800 m                          | 1:57,60 min.                   |
| 2021                           | Liga de Diamante - Bauhaus-Galan       | Estocolmo                      | 3.ª                            | 800 m                          | 1:57,36 min.                   |
| 2021                           | Liga de Diamante - Herculis            | Mónaco                         | 3.ª                            | 800 m                          | 1:57,20 min.                   |
| 2021                           | Liga de Diamante - Prefontaine Classic | Eugene                         | 2.ª                            | 800 m                          | 1:57,60 min.                   |
| 2021                           | Liga de Diamante - Memorial Van Damme  | Bruselas                       | 5.ª                            | 800 m                          | 1:59,22 min.                   |
| 2021                           | Liga de Diamante - Weltklasse          | Zúrich                         | 2.ª                            | 800 m                          | 1:58,34 min.                   |

### Mejores marcas
| Disciplina                              | Marca        | Lugar      | Fecha                    |
| --------------------------------------- | ------------ | ---------- | ------------------------ |
| 800 metros (exterior)                   | 1:57,20 min. | Mónaco     | 9 de julio de 2021       |
| 800 metros (pista cubierta)             | 2:03,71 min. | Nueva York | 2 de marzo de 2013       |
| 1000 metros (pista cubierta)            | 2:35,49 min. | Boston     | 28 de febrero de 2020    |
| 1500 metros (exterior)                  | 4:01,33 min. | Berlín     | 12 de septiembre de 2021 |
| 1500 metros (pista cubierta)            | 4:04,86 min. | Nueva York | 11 de febrero de 2017    |
| 4 x 400 metros relevos (exterior)       | 3:43,02 min. | Princeton  | 9 de mayo de 2010        |
| 4 x 400 metros relevos (pista cubierta) | 3:54,09 min. | New Haven  | 4 de diciembre de 2010   |
| 4 x 800 metros relevos (exterior)       | 8:08,39 min. | Eugene     | 26 de julio de 2014      |
| 4 x 800 metros relevos (pista cubierta) | 8:44,54 min. | Nueva York | 27 de febrero de 2011    |